# Пирамида Хефрена
Пирамида Хефрена (араб. هرم خفرع‎ haram ḵafraʿ) точнее Хафры — вторая по величине древнеегипетская пирамида. Расположена рядом с Великим Сфинксом, а также пирамидами Хеопса (Хуфу) и Микерина (Менкаура) на Плато Гиза. Построенное предположительно в середине XXVI века до н. э. сооружение высотой в 143,9 м получило название Урт-Хафра («Хафра велик», или «Почитаемый Хафра»).
Пирамида Хафры уступает размерами пирамиде его отца Хуфу, однако находится на более возвышенной точке и обладает более крутым уклоном. Две довольно большие камеры и два перекрещивающихся прохода, которые ведут в горизонтальный коридор, представляют собой довольно скромное, по отношению к пирамиде Хуфу, пространство. Погребальная камера, расположенная под пирамидой, больше не выложена гранитом, хотя этот защитный материал в изобилии употреблялся внутри пирамиды (сам высокий проход, ограждения и саркофаг), также как и снаружи (облицовка фундамента пирамиды и храмов). Кровлю камеры обеспечивал свод на стропилах, расценённый как более прочный, чем горизонтальные ригели пирамиды Хуфу. Прямоугольный классической формы саркофаг Хафра из великолепно отшлифованного гранита был размещён в облицовке погребальной камеры. Ниша для каноп, размещённая около саркофага Хафра, была новшеством, которое станет распространённым в более позднее время. Ныне эта пирамида находится в хорошем состоянии, хотя её размеры несколько уменьшились, и составляют на сегодняшний день 210,5 м × 210,5 м в основании и 136,4 м в высоту.
Во времена фараонов пирамида Хафра была всего лишь элементом заупокойного комплекса, который включал в себя маленькую пирамиду-спутницу, вероятно, построенную для супруги Хафра, стену ограждения, заупокойный храм, дорогу, храм в долине и порт, который также необходимо было построить. Современное состояние комплекса позволяет сказать, что все его элементы были завершены. Храмы Хафры, ставшие образцами для фараонов Древнего царства, были построены из многотонных блоков гранита и известняка. Каменные блоки у входа в его заупокойный храм достигают в длину 5,45 м и весят до 42 тонн. Это были обширные здания: 113 м на 49 м — заупокойный храм, и 45 м на 50 м — храм в долине, сохранившаяся высота которого в настоящее время составляет 13 м. Учитывая найденные фрагменты, общее количество скульптурных произведений нижнего храма Хафра — более 200 статуй. Среди них — знаменитая замечательно сохранившаяся статуя царя, выполненная из тёмно-зелёного диорита. Правитель гордо восседает на троне с нарядным платком на голове и уреем на лбу, а позади него реет соколоподобный бог Хор.

## История
Пирамида, вероятно, была вскрыта и разграблена в первый переходный период. Во время Девятнадцатой династии надзиратель за строительством храма снял часть облицовочных камней, чтобы построить храм в Гелиополисе по приказу Рамсеса II. Арабский историк Ибн Абду-с-Салям писал, что пирамида была вскрыта в 1372 году нашей эры. На стене погребальной камеры есть арабское граффити, которое, вероятно, датируется тем же временем.
Неизвестно, когда были сняты остальные облицовочные камни; они, по-видимому, всё ещё были на месте в 1646 году, когда Джон Гривз, профессор астрономии Оксфордского университета, в своей работе «Пирамидографии» писал, что, хотя камни пирамиды были не такими большими и не так регулярно уложены, как у пирамиды Хуфу, поверхность была гладкой и даже свободной от неровностей, за исключением южной стороны. Скорее всего облицовка была окончательно снята Мухаммедом Али-пашой в начале XIX века, чтобы использовать для строительных работ в Каире.
Пирамида была впервые исследована Джованни Бельцони 2 марта 1818 года, когда первоначальный вход был найден на северной стороне. Бельцони надеялся найти нетронутое захоронение, но камера была пуста, если не считать открытого саркофага и его сломанной крышки на полу.
Первое полное исследование было проведено Джоном Перрингом в 1837 году. В 1853 году Огюст Мариетт частично раскопал храм долины Хафра, а в 1858 году, завершая его расчистку, ему удалось обнаружить диоритовую статую Хафра.

## Основные параметры
- Высота: 143,9 м (275 королевских локтя)
- Длина стороны основания: 215,3 м (410 королевских локтя)
- Угол наклона: 53° 10’
- Объём пирамиды: 2 211 096 м³

## Описание пирамиды
Основание пирамиды представляет собой квадрат со сторонами 210,5 метров (изначально 215,3 метров или 410 королевских локтей). Погрешность от идеального квадрата составляет не более 8 см. Параллельное сближение является практически идеальным и равно 1’15". Боковые грани ориентированы по четырём сторонам света с погрешностью не более 5’26". Искривление сторон от деформации приводит к появлению ошибки от правильного в верхней части пирамиды на 3’46". Угол наклона граней равен 53°10’ и 52°02’, что очень близко к теоретической величине, соответствующей склону в 4/3. Этот уклон египетского треугольника (прямоугольный треугольник со сторонами 3,4,5, с теоретическим углом наклона 53°07’48"), был упомянут в четырёх разделах Папируса Ахмеса (см. Математика в Древнем Египте). Пирамида изначально имела высоту 143,9 метров (275 королевских локтей). Была покрыта известняком, который виден и сегодня на 45 метрах у самой вершины.
Пирамида была украшена розовым гранитным пирамидионом, который сейчас утерян. У нас нет никаких сведений о том, был ли гранит украшен известняком, гипсом или золотом.
Несмотря на то, что ни одна из древнеегипетских пирамид не сохранила на своей вершине пирамидиона, у пирамиды Хефрена сохранились почти все камни его крепления, образующие небольшую квадратную площадку с квадратным же в плане, углублением: эта особенность делает данную пирамиду уникальной и позволяет нам знать способ крепления пирамидионов на вершинах пирамид. По размеру площадки (примерно 10 на 10 королевских локтей) и углу наклона граней, можно вычислить вес гранитного пирамидиона этих размеров: около 80 тонн.
Отлично сохранился и гранитный саркофаг вместе с крышкой, по конструкции он идентичен хуже сохранившемуся саркофагу Хеопса, также как у саркофага Хеопса имеется несколько сверлованных отверстий по буртику и в крышке, запиравшие саркофаг, по-видимому, медными цилиндрами.
Сохранившаяся наверху пирамиды «шапка» облицовки находится в крайне ветхом состоянии, и образует «карнизы», что делает восхождение на её вершину крайне тяжёлым делом даже для опытных альпинистов. Если на вершину пирамиды Хеопса время от времени разрешение на восхождение для учёных даётся, выдача разрешений на то же самое для пирамиды Хефрена не практикуется никому.

## Галерея
- Начальный наклонный проход в пирамиду с низким потолком
- Завершающая часть наклонного прохода в пирамиду с высоким потолком
- Погребальная камера
- Саркофаг фараона
- Прямолинейный участок прохода
- Выход из погребальной камеры

## Этапы строительства
По-видимому, Хефрен не отличался крепким здоровьем, в конструкции пирамиды Хефрена чётко прослеживаются 2 этапа её постройки. Сначала была изготовлена заготовка пирамиды значительно меньшего размера, с погребальной камерой, которая ниже, на случай, если фараон внезапно умрёт. На это указывает ниша в коридоре напротив входа в неё — это так называемое «помещение для оперирования саркофагом», часто встречающееся в конструкции гробниц. Так как эта предосторожность оказалась лишней, позднее пирамида была надстроена до наблюдаемых размеров, с переносом усыпальницы выше и южнее, а изначальная усыпальница превращена в хранилище заупокойного инвентаря.

## Расположение помещений
- Схематичный вид расположения камер внутри пирамиды
- Объёмное изображение расположения камер пирамиды